# Ковач, Иштван (пианист)
Иштван Ковач (венг. Kovács István, англ. Stephan Kovacs; 30 мая 1907, Шаторальяуйхей — 19 июля 1964, Нью-Йорк) — венгерско-американский пианист.
Окончил Будапештскую музыкальную академию (1926), ученик Иштвана Томана, Золтана Кодая и Имре Кеэри-Санто. В 1928 году дал дебютный концерт в Берлине. В 1933 году был одним из победителей международного конкурса пианистов имени Листа в Будапеште, в 1936 году вошёл в число лауреатов Международного конкурса пианистов в Вене — Самуил Фейнберг, обозревая результаты конкурса, охарактеризовал Ковача как «сложившегося интересного художника»
В 1939 году эмигрировал в США. Основал Американское фортепианное трио (англ. American Piano Trio) из трёх пианистов, в составе которого гастролировал по стране, выступал и с сольными концертами. Автор многочисленных виртуозных аранжировок для трёх фортепиано. Пропагандировал в США музыку Кодая, Белы Бартока и других современных венгерских композиторов.